# Jan Ciszek
Jan Ciszek (1847-1922) – góral podhalański, powstaniec z 1863, sybirak.

## Życiorys
Pochodził z Czarnego Dunajca na Podhalu. Urodził się w 1847, uczył się w gimnazjum w Bochni, w 1863 gdy wybuchło powstanie styczniowe był uczniem klasy czwartej, porzucił naukę i wstąpił do tworzonego w Galicji oddziału Krukowieckiego, ta partia powstańcza została rozbita 15 sierpnia 1863 w bitwie pod Imbramowicami, po klęsce przekroczył granicę austriacką i został aresztowany. Po ucieczce z aresztu ponownie przystąpił do powstania, walczył w oddziale pułkownika Karola Kality- Rębajły. Był uczestnikiem starć z wojskami rosyjskimi
pod Bodzentynem, Słupią, Świętym Krzyżem. 29 września 1863 w bitwie pod Jeziorkiem został ranny i wzięty do niewoli rosyjskiej, deportowano go w głąb Rosji. Trafił do Moskwy, gdzie został osądzony i wyrokiem sądu wojskowego zesłany do Symbirska. Po pożarze symbirskiego więzienia był przewieziony do Niżnego Nowogrodu, potem trafił do Tuły, gdzie pracował przy budowie linii kolejowej, następnie przebywał w Kazaniu skąd został uwolniony.
 Po trzyletnim zesłaniu wrócił do kraju, po czym został wcielony do armii austriackiej, do 20 pułku piechoty. W wojsku służył kolejne trzy lata, armię opuścił w randze feldfebla-manipulanta. Następnie prowadził gospodarstwo rolne i założył rodzinę.
W tym czasie związał się z ruchem ludowym księdza Stojałowskiego, potem Stapińskiego.

W 1889 wyjechał do Ameryki, nie znalazł tam satysfakcjonującego zajęcia i powrócił na Podhale po półtorarocznym pobycie. 
Napisał krótki pamiętnik, który został opublikowany w 1927, w Gazecie Podhalańskiej (nr. 5 i 6), pt. Wspomnienia powstańca z r. 1863 z wstępem i przypisami Gustawa Kaleńskiego.
Jan Ciszek zmarł 20 stycznia 1922 w Czarnym Dunajcu.